# Song Yi Jeon
Song Yi Jeon (* 28. August 1984) ist eine koreanische Jazzmusikerin (Gesang, Komposition).

## Leben und Wirken
Jeon, die in Südkorea aufwuchs, studierte zunächst klassische Komposition an der Kunstuniversität Graz, von 2008 bis 2011 Jazzgesang an der Musikakademie Basel, dann bis 2014 am Berklee College of Music in Boston; dort wurde sie mit dem Billboard Endowed Award ausgezeichnet.
Jeon zog dann nach New York und legte 2015 ihr Mini-Album Straight vor. 2018 veröffentlichte sie ihr erstes Album Movement of Lives mit ihrem Quintett, zu dem Vitor Goncalves, Kenji Herbert, Peter Slavov, Jongkuk Kim und Rogerio Boccato gehörten. 2022 veröffentlichte sie mit dem brasilianischen Gitarristen Vinicius Gomes, den sie in der Focusyear-Band 2018 in Basel kennengelernt hatte, ihr Duo-Album Home beim Label Greenleaf Music, das gute Kritiken erhielt. 2024 veröffentlichte sie das selbstproduzierte Album Solitary Bloom im Trio mit dem brasilianischen Schlagzeuger Pauo Almeida und dem italienischen Pianisten Lorenzo Vitolo. Jeon ist in ihrem Gesang stark von instrumentaler Jazzmusik beeinflusst. Mit ihrem Nonett legte sie das Album The Earthy Suites vor, das Jazz mit koreanischen Rhythmen fusionierte.
Weiterhin arbeitete Jeon mit Guillermo Klein, Bill McHenry, Jeff Ballard, Vadim Neselovskyi, George Garzone, Tiger Okoshi, Alain Mallet, Billy Drewes, Simon Shaheen und Gee Hye Lee. Beim London Jazz Festival 2024 trat sie mit Dianne Reeves auf. Sie ist auch auf Alben von Alexander Kuhn, dem Gaia Wilmer Octet und auf Grow with the Flow von Niko Seibolds Elfton Ensemble zu hören. Derzeit lebt sie in Berlin.
Jeon lehrt außerdem seit 2022 an der Zürcher Hochschule der Künste Jazzgesang und Improvisation.